# Долинский газоперерабатывающий завод
Долинский газоперерабатывающий завод (укр. Долинський газопереробний завод) — предприятие нефтеперерабатывающей промышленности в городе Долина Ивано-Франковской области.

## История

### 1959—1991
23 октября 1959 года была создана дирекция по строительству завода на Долинском нефтегазовом месторождении. В 1960—1966 годы в соответствии с шестым пятилетним планом развития народного хозяйства СССР был построен Долинский газобензиновый завод.
В 1967 году завод получил новое наименование — Долинский газоперерабатывающий завод.
В 1970 году в состав предприятия был включён Пасичнянский газоперерабатывающий завод, в 1979 году — Бориславский газоперерабатывающий завод Львовской области.
По состоянию на начало 1980 года завод состоял из двух технологических блоков, производственное оборудование было оснащено современной контрольно-измерительной аппаратурой и средствами автоматизации технологических процессов, а для обеспечения контроля качества продукции на технологических установках была внедрена поточная хроматография. Основной продукцией завода в это время являлись смесь пропан-бутана, технический бутан, газовый бензин и отбензиненный газ.
В советское время завод являлся одним из крупнейших предприятий города.
В 1983, 1985 и 1986 годы завод был награждён дипломами Госкомитета СССР по стандартизации и ВЦСПС «За достижение наилучших результатов о выпуску продукции высшей категории качества».

### После 1991
После провозглашения независимости Украины завод перешёл в управление компании «Укрнафта».
Начавшийся в 2008 году экономический кризис осложнил положение ГПЗ в 2008—2009 годы, но в мае 2009 года Кабинет министров Украины включил завод в перечень особо важных объектов нефтегазовой сферы и в 2009 году завод выпустил 7 100 тонн лёгких углеводородов и 13 500 тонн сжиженного газа, что превысило показатели кризисного 2008 года на 15 %.
В ходе проходившей в 2013—2014 гг. реконструкции предприятия в Пасичнянском филиале ГПЗ была установлена и в июле 2014 года — введена в эксплуатацию установка низкотемпературной сепарации комплекса низкотемпературной подготовки газа проектной мощностью 350 тыс. м³ углеводородного конденсата в сутки.
В 2015 году завод произвёл 15 тыс. тонн сжиженного газа, в 2016 году — 14,6 тыс. тонн.